# Synagogue d'Obernai
La synagogue d'Obernai est un monument historique situé à Obernai, dans le département français du Bas-Rhin.

## Localisation
Ce bâtiment est situé au 43, rue du Général-Gouraud à Obernai.

## Historique
La présence juive est attestée à Obernai en 1215 (Schöpfin), celle d’une synagogue en 1454.
L’actuelle synagogue a été rebâtie en 1876 en style néo-roman sur les plans de Jacques Albert Brion, architecte à Strasbourg, formé aux Beaux-arts de Paris. Elle s’établit à l’emplacement probable d'une ancienne synagogue, dont une pierre sculptée, datée 1696, utilisée en remploi est le témoignage. Baruch Weyl, préposé général des juifs d'Alsace de 1746 à 1775, fait aménager à ses frais une nouvelle synagogue de style baroque, entre 1749 et 1752 dans un ensemble de bâtiments reconstruits au 18e siècle. Elle est désaffectée vers 1875 et transformée en logement, l'arche sainte et de la tribune faisant vestige.
Ente 1940 et 1944, l’actuelle synagogue est profanée par les nazis, alors au pouvoir en Alsace rattachée de facto à l’Allemagne hitlérienne.
En 1948, l’actuelle synagogue est réinaugurée.
Les façades sur la cour et sur la rue des ailes ouest et sud, ainsi que l'escalier présent dans l'aile l'aile ouest (avec sa rampe et la console sculptée dans le passage de l'entrée) font l'objet d'une inscription au titre des monuments historiques par arrêté du 5 décembre 1984.